# Summit Entertainment
A Summit Entertainment egy független amerikai filmstúdió, melynek székhelye a kaliforniai Santa Monicában található, de Londonban is üzemeltet irodát. A stúdió legsikeresebb filmjei az Alkonyat-sorozat első két része (Alkonyat, Alkonyat – Újhold), valamint a többszörös Oscar-díjas alkotás, A bombák földjén.

## Története
A stúdiót Patrick Wachsberger, Bob Hayward és David Garrett alapította. A cég 2006-ban vált független stúdióvá, amikor leszerződtették a Paramount Pictures korábbi vezetőjét, Rob Friedmant, és olyan befektetőket sikerült találniuk, akik egymilliárd dollárt fektettek a cégbe. Korábban a Summit Entertainment főképp produkciós cégként működött, nagyobb filmstúdiók számára dolgozott.
A stúdió kisebb projektekkel kezdte a filmgyártást, mint például a P2, az Édes kis malackám, a Sose hátrálj meg, vagy a Szextúra. Az igazi sikert a stúdiónak a Stephenie Meyer regénye alapján készített Alkonyat című romantikus fantasyfilm hozta meg. A film 37 millió dollárba került, az első hétvégén 69 millió dollárt jövedelmezett, végül több mint 408 millió dollárt hozott a készítőinek. A stúdió ezután is elkönyvelhetett sikeres filmeket, a 2009 tavaszán mozikba került Képlet című filmjük több mint 183 millió dollárt jövedelmezett, A bombák földjén pedig elnyerte többek között a legjobb filmnek járó oscar- és BAFTA-díjat is. Az Alkonyat folytatása, az Alkonyat – Újholdaz első rész sikerét is felülmúlta több mint 709 millió dolláros bevételével. Az Újhold az első vetítési napon rekordot döntött.
Az Alkonyat sikerének köszönhetően a Summit Entertainment 2008-ban a nyolcadik legsikeresebb filmstúdió lett, 226 millió dolláros összbevételével. 2009-ben a hetedik helyre került, 482,5 millió dollárral.